# Kościół Chrystusa Dobrego Pasterza w Radomiu
Kościół Chrystusa Dobrego Pasterza w Radomiu – rzymskokatolicki kościół parafialny należący do parafii pod tym samym wezwaniem (dekanat Radom-Południe diecezji radomskiej).
Jest to świątynia wzniesiona w latach 1997–2004 dzięki staraniom księdza Czesława Wawrzyńczaka. Kościół został zaprojektowany przez architekta Tadeusza Derlatkę i konstruktora Marka Komorowskiego. Projekt wystroju budowli został opracowany przez Bolesława Szpechta z Krakowa. Kamień węgielny i ściany kościoła zostały pobłogosławione przez biskupa Zygmunta Zimowskiego 5 października 2003 roku. Kościół został dedykowany przez biskupa Henryka Tomasika 11 października 2015 roku. Budowla jest murowana i została wzniesiona z czerwonej cegły.

## Przypisy

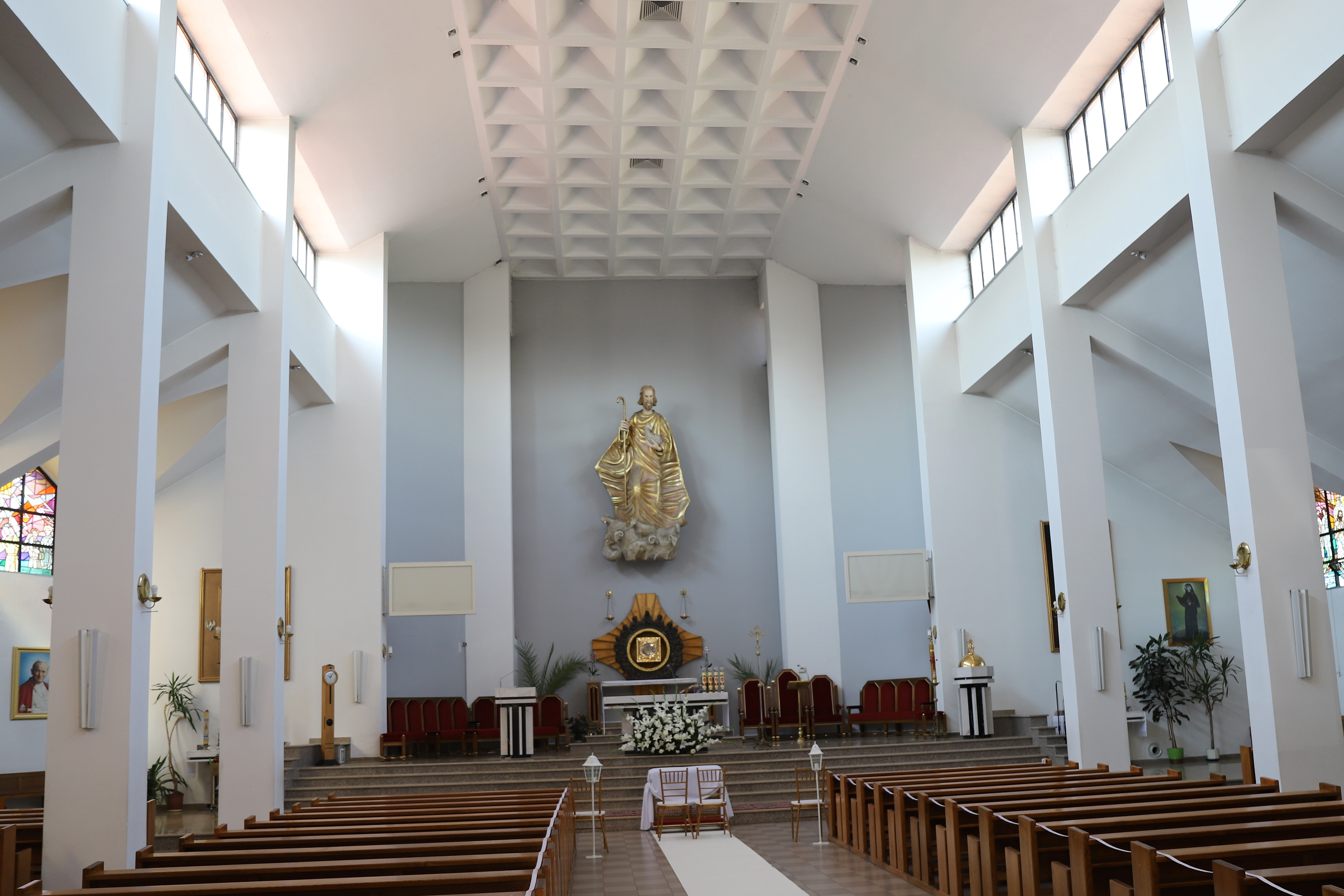
Prezbiterium